# أو. دوغلاس
أو. دوغلاس (بالإنجليزية: O. Douglas)‏ (17 يناير 1877 في المملكة المتحدة - 17 يناير 1948 في المملكة المتحدة)؛ روائية اسكتلندية.